# Андиджан, Ахат
Ахат Андиджан или Абдул Ахат Андиджан (1 апреля 1951, Афганистан) — турецкий врач, политик и писатель узбекского происхождения, который стал первым представителем узбекской диаспоры дальнего зарубежья, кто дослужился до должности государственного министра Турции.

## Биография
Отец Ахата Андиджана, Ходжи Юлдаш, жил в Андижане. В 1932 году Ходжи Юлдаш покинул родину, переправившись через Амударью в Афганистан. Недолго прожив в местечке Имам Сайид и городе Баглан, семья обосновалась в Кундузе. В 1952 году вместе с другими семьюдесятью двумя семьями туркестанцев он эмигрировал в Турцию, поселился в городе Акшехир..
Ахат приехал после окончания школы в Стамбул, где в 1968 году поступил на медицинский факультет Стамбульского университета (окончил в 1974). После службы в армии работал ассистентом кафедры общей хирургии медицинского факультета Стамбульского университета, с 1984 – доцент, с 1991 – профессор.
В 1983 году основал общество туркестанцев, в 1984 году был избран его председателем. В 1989 году общество стало издавать журнал «Туркестан».
В 1991 году создал Фонд исследований Туркестана.
В 1992 году был назначен консультантом министра иностранных дел Турции Месута Йылмаза..
В 1995 году включился в политику, был избран депутатом парламента страны от партии «Отечество» и стал первым живущим в дальнем зарубежье узбеком, которому удалось войти в состав правительства. До 1999 года работал государственным министром и спикером правительства, совмещая данные посты в 1995—1997 годах с должностью заместителя председателя партии «Отечество». В 1997-1999 годах занимал пост государственного министра. На состоявшихся в 1999 году выборах был переизбран и представлял Турцию в Европейском союзе.. В том же году перешёл в Партию националистического движения. В 2017-2023 член Хорошей партии.
Работал в качестве пресс-секретаря министерства и правительства в 55-м правительстве. На всеобщих выборах, состоявшихся 24 июня 2018 года, был избран депутатом от Стамбула.

## Произведения
- «Değişim Sürecinde Türk Dünyası»
- «Cedidizm’den Bağımsızlığa Hariçte Türkistan Mücadelesi»
- «Emir Timur»